# ترکلیانو
ترکلیانو (به بلغاری: Treklyano) یک منطقهٔ مسکونی در بلغارستان است که در شهرستان ترکلیانو واقع شده‌است.
 ترکلیانو  ۳۲۱ نفر جمعیت دارد و ۷۹۱ متر بالاتر از سطح دریا واقع شده‌است.